# Glossobalanus mortenseni
Glossobalanus mortenseni — вид напівхордових родини Ptychoderidae класу Кишководишні (Enteropneusta).

## Поширення
Вид зустрічається у  Японському та  Східно-Китайському морях.